# DEXTER (バンド)
DEXTER（デクスター）は、日本のバンド。東京・神奈川を中心に活動をするロックバンド。2013年結成、2017年解散。2023年再結成。

## メンバー

### 現メンバー
- 糸川貴祥（1994年2月28日（31歳） - ） - ボーカル、ギター
- 奥山侑樹（1993年7月28日（31歳） - ） - ギター

### 旧メンバー
- 広野智之 - ベース
- 小野寺悠 - ドラムス

## 来歴
2012年11月にVo&Gtの糸川貴祥とGt&Choの奥山侑樹にてDEXTERの前身となるバンドを結成。
活動を開始。
その後メンバー変更等を経て、2014年夏頃、バンド名をDEXTERに改め、本格的に活動を始める。
2014年12月に1st E.P　「DEXTER FIRST EP」をリリース。
itunes　ダウンロードランキング最高順位14位を獲得
2015年、イギリスのバンド、AS IT ISのジャパンツアーにオープニングアクトとして参加。
2016年7月、2nd E.P　「PARTY FOR LOSERS」をリリース、初のリリースツアーを決行する。
2017年4月、1st Mini Album 「Shaft of light」をリリース、2度目のリリースツアー。
2017年10月、気仙沼サンマロックフェスティバル出演。
正午前の出演にも関わらず、異例のアンコールを受け予定のセットリストに加え、追加で1曲演奏する。
2018年1月、突如解散を発表。
2023年2月、オリジナルメンバーであるVo&Gt糸川貴祥とGt&Cho奥山侑樹にて、再結成。
デジタルシングル、「Glows of life」をリリース。
2023年5月、デジタルシングル、「The Prologue」をリリース。バンドとしては6年ぶりのMusic Videoを公開。